# Sporting Clube de Lamego
El Sporting Clube de Lamego es un equipo de fútbol de Portugal que juega en la Primera División de Viseu, una de las ligas de la cuarta división de fútbol en el país.

## Historia
Fue fundado en el año 1934 en la ciudad de Lamego en el distrito de Vizeu y está afiliada a la Asociación de Fútbol de Vizeu, por lo que puede participar en los torneos organizados por la asociación. Es un equipo filial del Sporting de Portugal y cuenta con una sección en fútbol sala.
Los mejores años del club han sido en la década de los años 1990, periodo en el que participaban a escala nacional en la Tercera División de Portugal y en la Segunda División de Portugal con algunas participaciones en la Copa de Portugal.

## Palmarés
- AF Viseu Divisão Honra: 1954/55, 1961/62, 1965/66, 1967/68, 1981/82, 1984/85, 1986/87, 1991/92, 2010/11
- AF Viseu 1ª Divisão: 1958/59
- AF Viseu Taça: 	1990/91, 1991/92